# Ludwigstraße 14 (Iphofen)

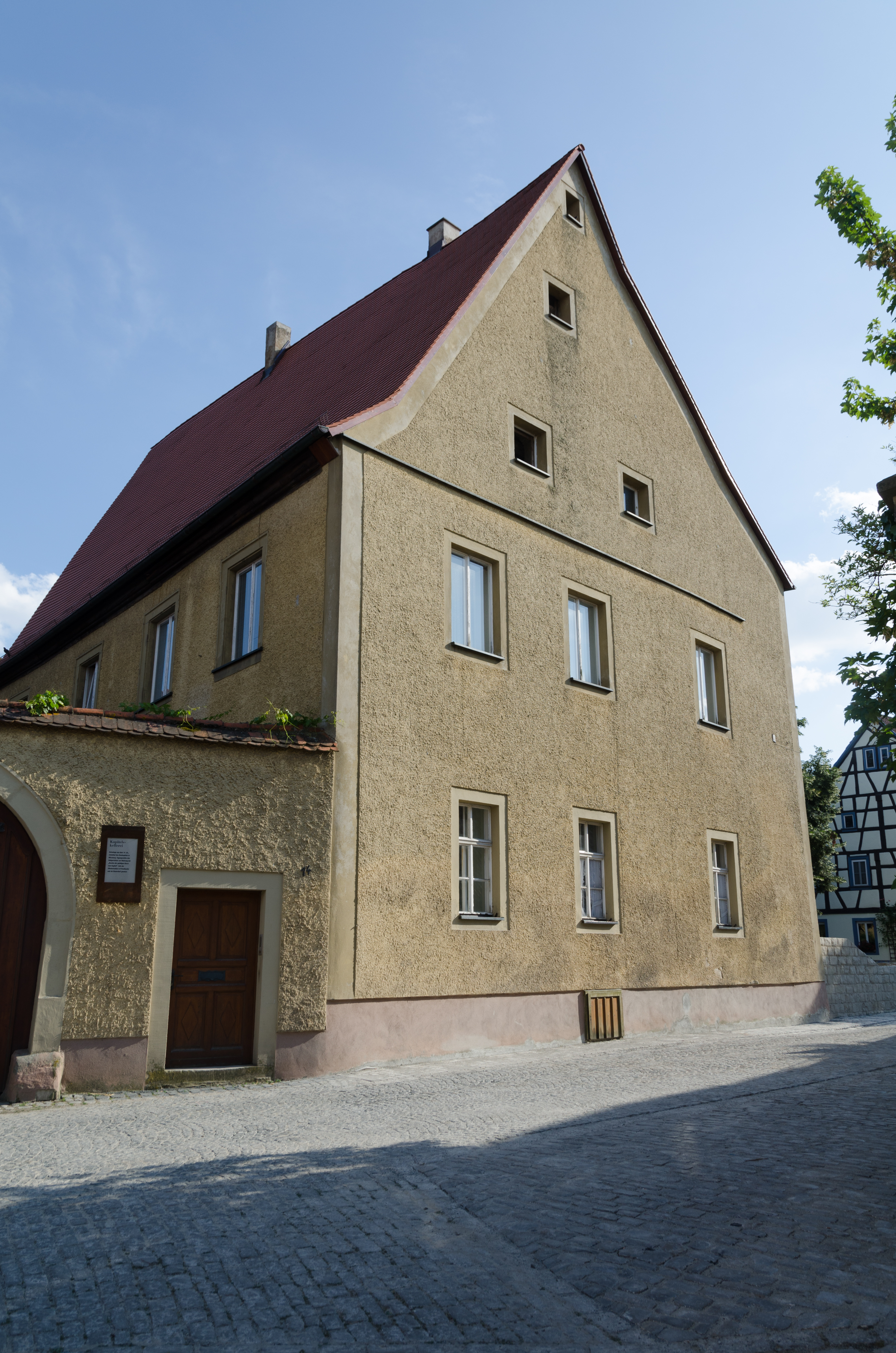
Das Haus Ludwigstraße 14

Das Haus Ludwigstraße 14 (auch Kellerei des Domkapitels, Kellerei, früher Hausnummer 182) ist ein denkmalgeschütztes Gebäude in der Altstadt des unterfränkischen Iphofen.

## Geschichte
Der Einfluss des Würzburger Domkapitels auf die Bewohner Iphofens ist bereits seit dem Hochmittelalter nachweisbar. Im Jahr 1431 veräußerten die Domherren allerdings die meisten ihrer Besitzungen an das Kloster Kastl, das einen Hof in der Stadt unterhielt. Erst um 1500 erwarb das Kapitel neue Güter, die vielleicht ursprünglich im Besitz des Benediktinerinnenklosters Kitzingen gewesen sind. Um die Besitzungen, die sich insbesondere aus Acker- und Weinbauflächen um die Stadt zusammensetzten, zu verwalten, entstand die Kellerei.
Der heutige Gebäudebestand geht auf die Zeit um 1500 zurück. Das Domkapitel baute das Haus direkt an die Stadtmauer an, wobei das Obergeschoss in die Befestigung einbezogen wurde. Der Wehrgang lief durch das Haus. Aus der Zeit um 1610 hat sich ein Inventar erhalten, das die einzelnen Möbel im Inneren der Hofanlage verzeichnet. In der Kellerei lebten auch Verwalter. Für die durchreisenden Vertreter des Domkapitels war ein Himmelbett vorhanden. Da das Kapitel auch zwei Drittel des Zehnts der Iphöfer einzusammeln hatte, war das Haus überaus groß dimensioniert. 
Im Zuge der Säkularisation im Jahr 1806 wurde der Einfluss des Domkapitels beschnitten. Die Kapitelsgüter gelangten an das Staatsaerar des Königreichs Bayern. Da der Staat in den folgenden Jahren versuchte, die meisten solcher Baulichkeiten zu veräußern, hat sich aus dem Jahr 1844 ein Bestand erhalten. Vom Hauptgebäude der Kellerei heißt es darin: Es „(...) befindet sich in gutem baulichen Stande. Von altdeutscher Bauart massiv von Bruchsteinen 2 Stockwerk hoch und mit Ziegeln doppelt gedeckt.“ Der Wertanschlag betrug 3.500 für Haupthaus und Nebengebäude. Ab der Mitte des 19. Jahrhunderts wurde die Kellerei in einen Bauernhof umgewandelt.

## Beschreibung

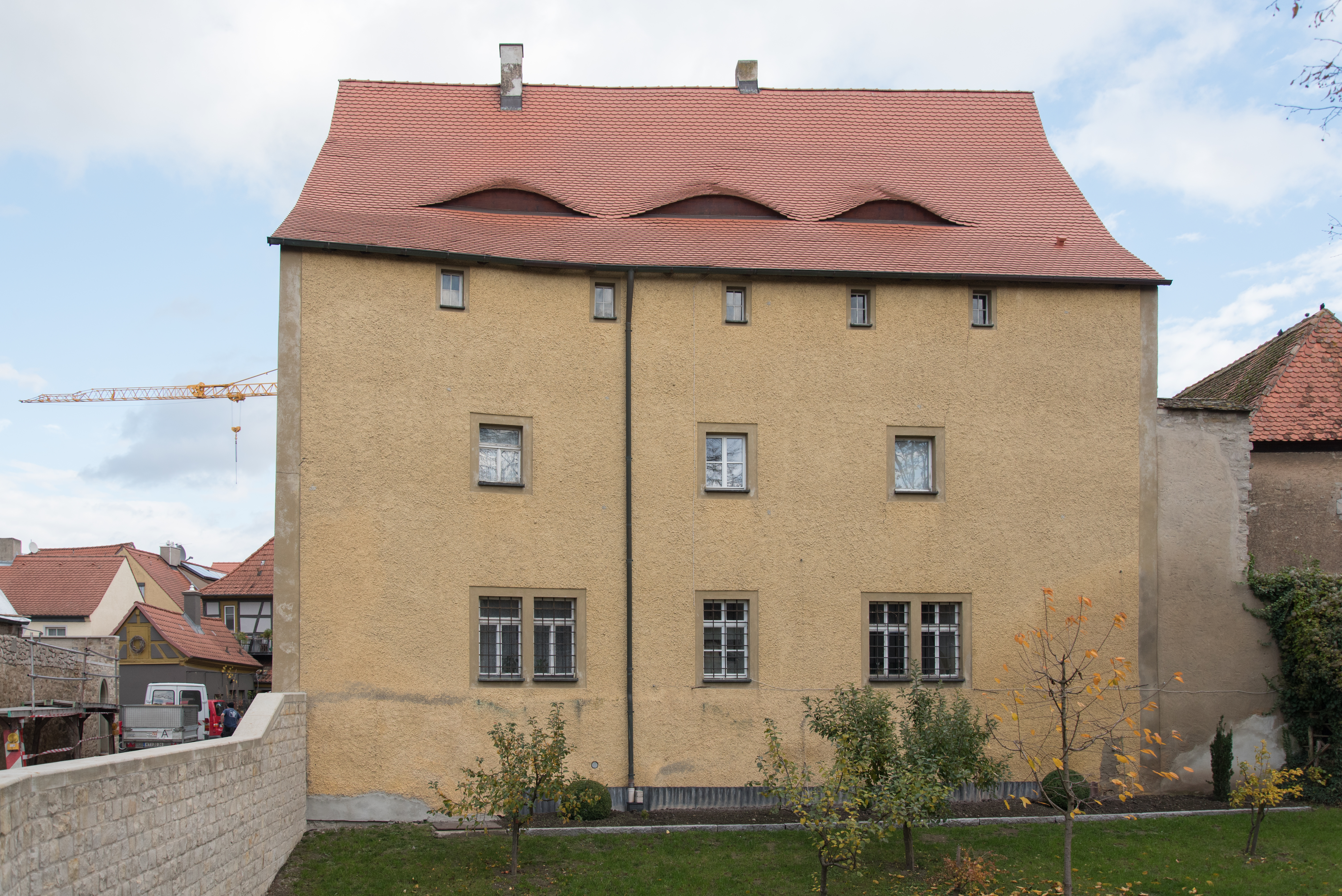
Die Grabenseite des Hauses

Das Haus Ludwigstraße 14 präsentiert sich als zweigeschossiger Steilsatteldachbau. Er wird vom Bayerischen Landesamt für Denkmalpflege als Baudenkmal eingeordnet, untertägige Reste sind als Bodendenkmal geführt. Daneben ist es Teil des Ensembles Altstadt Iphofen. Der Standort der ehemaligen Kellerei am Übergang von der Kernstadt zum später in die Befestigung einbezogenen Gräbenviertel ist eine Besonderheit, die sich ebenfalls im Erscheinungsbild des Baus niederschlägt. Damit kann das Haus auch als Teil der Iphöfer Stadtbefestigung bezeichnet werden.
So wurde das Haus giebelständig zur Ludwigstraße errichtet, wobei die Westseite oberhalb des inneren Stadtgrabens aufragt. Das heutige Gebäude geht im Kern auf das 17. bzw. 18. Jahrhundert zurück, wobei in späteren Jahrhunderten Veränderungen vorgenommen wurden. Aus der Barockzeit haben sich die typischen geohrten Rahmungen erhalten. Wahrscheinlich entstanden zur gleichen Zeit die Bruchsteinscheune mit ihrem Halbwalmdach und das an der Straße aufragende Hoftor mit Rundbogen. Es besitzt am Scheitelstein ein fränkisches Wappen, außerdem wurde die Jahreszahl 1728 angebracht.